# Serrinha (kommun i Brasilien, Rio Grande do Norte)
Serrinha är en kommun i Brasilien.   Den ligger i delstaten Rio Grande do Norte, i den östra delen av landet, 1 700 km nordost om huvudstaden Brasília. Antalet invånare är 6 581.
Omgivningarna runt Serrinha är huvudsakligen savann. Runt Serrinha är det ganska tätbefolkat, med 67 invånare per kvadratkilometer.